# Bathyaulax
Bathyaulax är ett släkte av steklar. Bathyaulax ingår i familjen bracksteklar.

## Dottertaxa tillBathyaulax, i alfabetisk ordning[1]
- Bathyaulax andrewi
- Bathyaulax angolensis
- Bathyaulax appelatrix
- Bathyaulax artoi
- Bathyaulax atripennis
- Bathyaulax atrox
- Bathyaulax aurora
- Bathyaulax bicolor
- Bathyaulax bifoveae
- Bathyaulax buntikae
- Bathyaulax concavitarsis
- Bathyaulax concolor
- Bathyaulax cyanogaster
- Bathyaulax delagoaensis
- Bathyaulax dubiosus
- Bathyaulax erythropus
- Bathyaulax flavipera
- Bathyaulax fortisulcatus
- Bathyaulax fossulatus
- Bathyaulax foveiventris
- Bathyaulax fritzeni
- Bathyaulax heinii
- Bathyaulax hirticeps
- Bathyaulax ikonenae
- Bathyaulax jimii
- Bathyaulax juhai
- Bathyaulax kersteni
- Bathyaulax kossui
- Bathyaulax kupariensis
- Bathyaulax kvisti
- Bathyaulax larjuskini
- Bathyaulax lucidus
- Bathyaulax marjae
- Bathyaulax martinii
- Bathyaulax mimeticus
- Bathyaulax minerva
- Bathyaulax monteiroii
- Bathyaulax nigripennis
- Bathyaulax nigritarsus
- Bathyaulax nigroconus
- Bathyaulax odontoscapus
- Bathyaulax ollilae
- Bathyaulax perspicax
- Bathyaulax pickeri
- Bathyaulax pippolaensis
- Bathyaulax ramosus
- Bathyaulax raunoi
- Bathyaulax rhodesiana
- Bathyaulax ruber
- Bathyaulax rufa
- Bathyaulax rufus
- Bathyaulax rugiventris
- Bathyaulax somaliensis
- Bathyaulax striolatus
- Bathyaulax suvie
- Bathyaulax syraensis
- Bathyaulax translucens
- Bathyaulax vannouhuysae
- Bathyaulax varipennis
- Bathyaulax varkonyii
- Bathyaulax waterloti
- Bathyaulax williami
- Bathyaulax xanthostomus
- Bathyaulax xystus
- Bathyaulax zonatus